# Torri degli Adimari
Le torri degli Adimari sono due edifici storici del centro di Firenze, situate in via dei Calzaiuoli, una all'angolo via Tosinghi, l'altra all'angolo con il vicolo degli Adimari.

## Il "Corso degli Adimari"

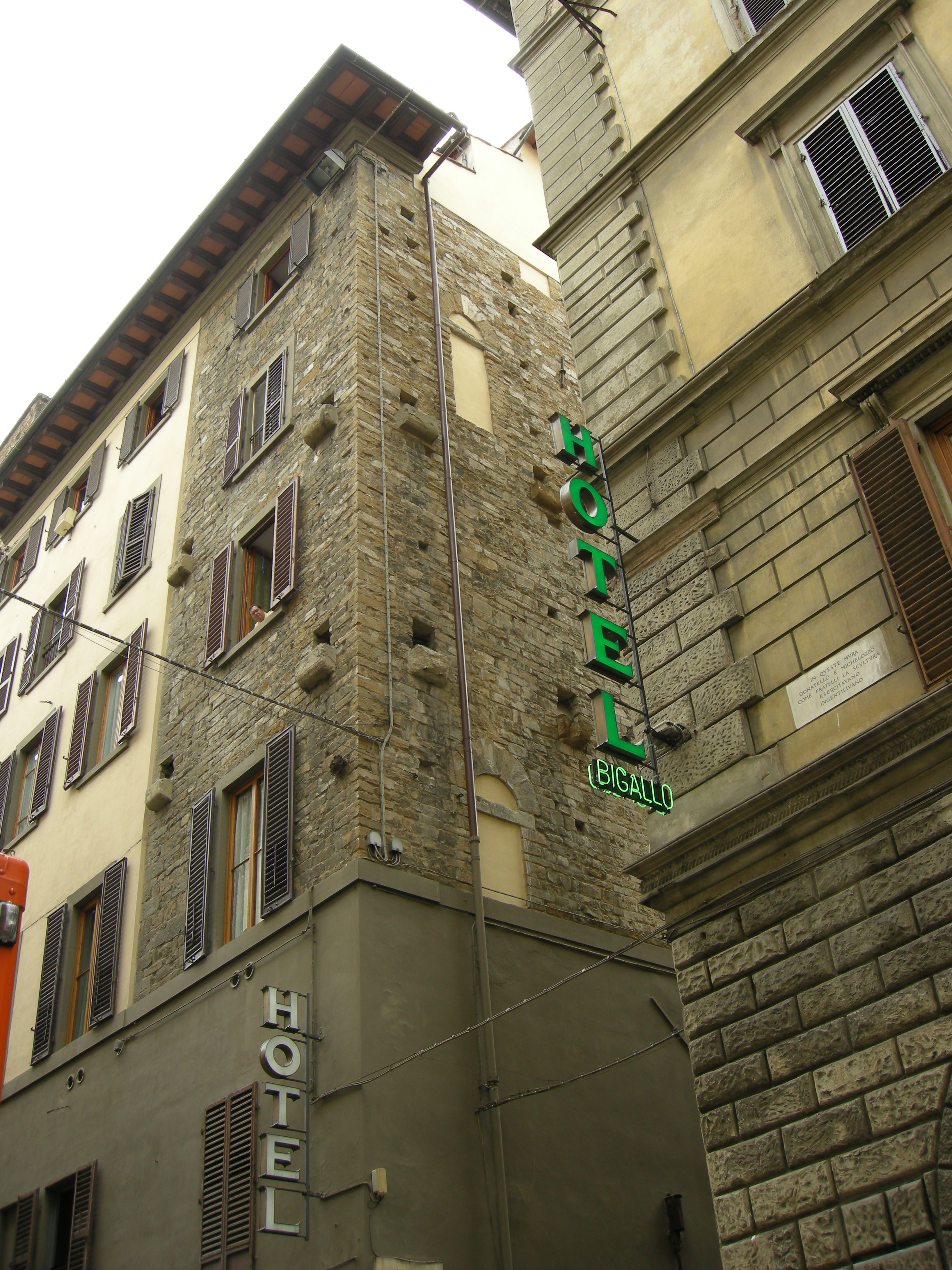
La seconda torre

La famiglia Adimari è una delle più antiche di Firenze, discendente dai marchesi di Toscana, che ebbe cariche pubbliche fin dall'XI secolo. Le loro proprietà si trovavano soprattutto in via dei Calzaiuoli, nel tratto più vicino a Piazza del Duomo, che si chiamava appunto "corso degli Adimari".
Quando la strada venne allargata tra il 1842 e il 1844, su progetto dell'architetto Flaminio Chiesi, molte delle case degli Adimari vennero demolite, soprattutto sul lato sinistro, come la pregevole casa-torre posta in angolo alla testata della via, accanto al palazzo della Venerabile Arciconfraternita della Misericordia di Firenze; sul lato opposto della strada, in quello che oggi è un'autorimessa per le autoambulanze della Arciconfraternita esisteva una chiesetta dal nome di San Cristoforo degli Adimari, della quale restano solo gli stemmi di famiglia sulla parete esterna.
All'angolo con via delle Oche c'era invece la Loggia degli Adimari, detta della Neghittosa perché punto di ritrovo di perditempo e attaccabrighe, e pure andata distrutta, ma ricordata oggi da una targa. Al posto della Loggia del Bigallo esisteva invece un tempo la cosiddetta Torre del Guardamorto, sempre degli Adimari, che venne distrutta nel 1248 dopo la cacciata dei loro proprietari, poiché guelfi. 

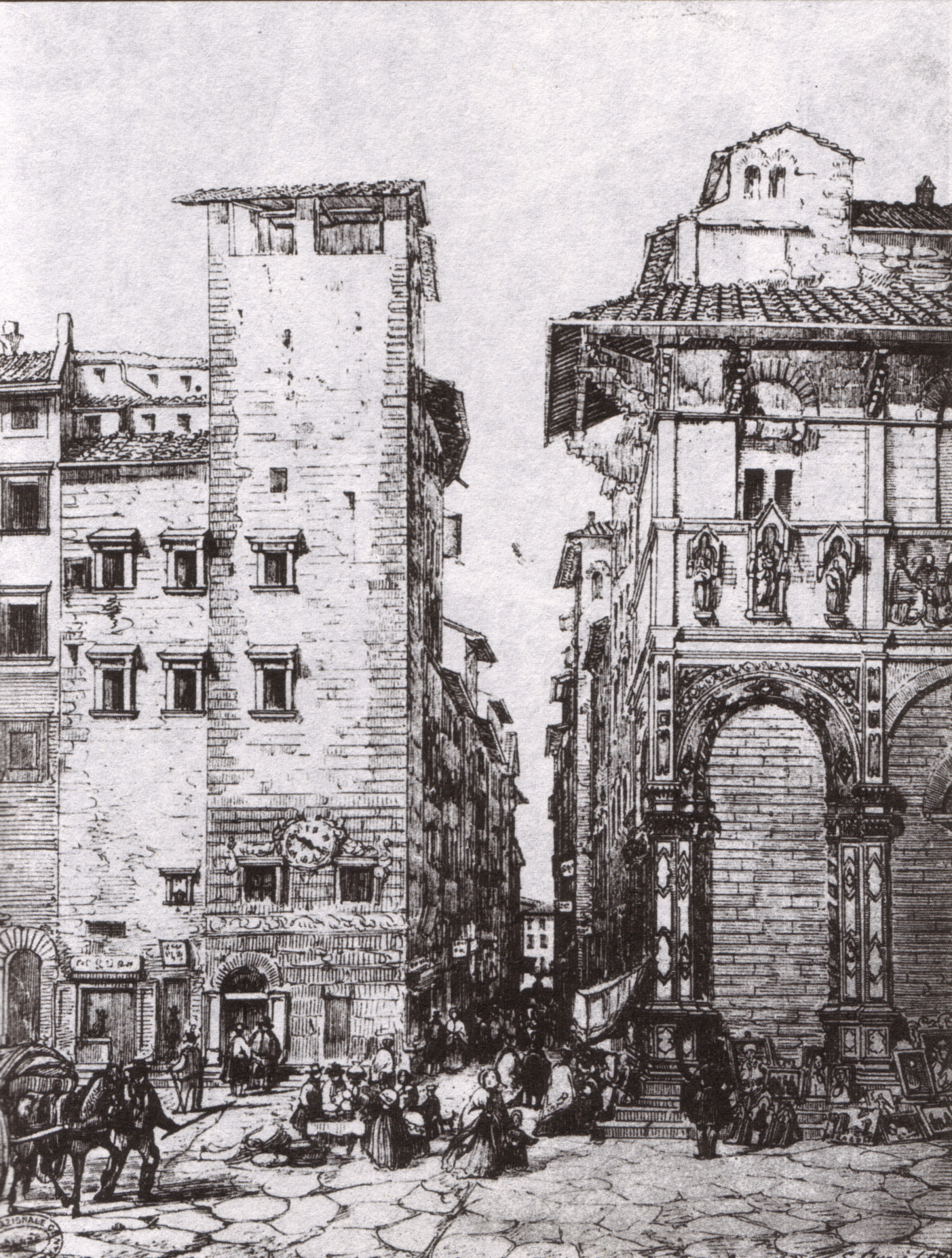
L'antica torre degli Adimari (poi dei Bardi) prima della demolizione
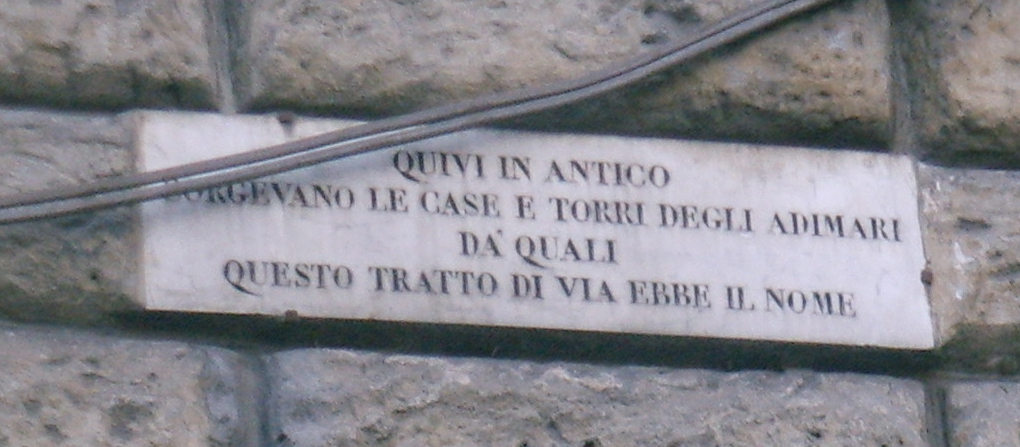
Targa che ricorda l'antico Corso Adimari
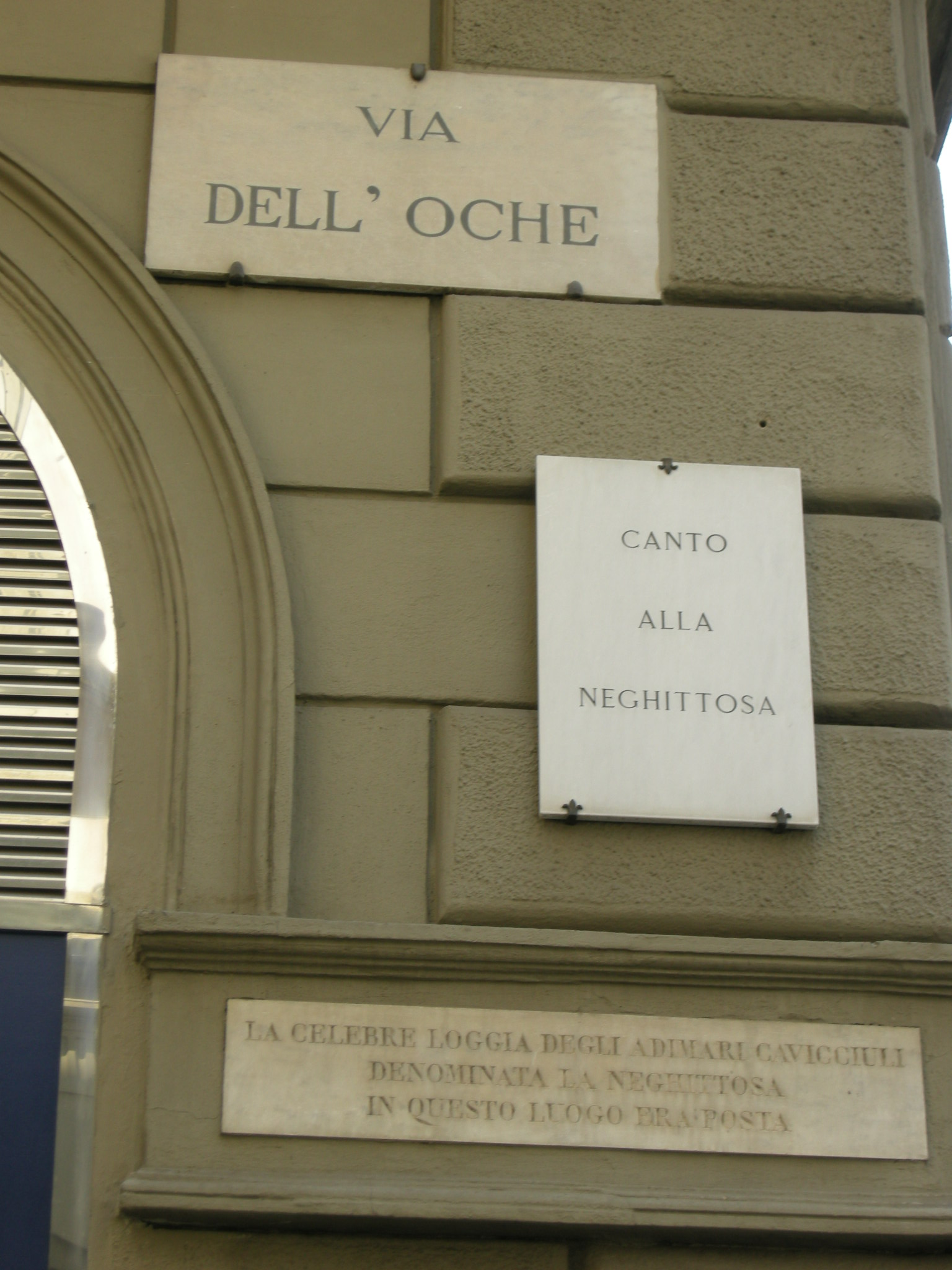
La targa che indica la Loggia alla Neghittosa

## Le torri superstiti
Le torri superstiti erano un tempo divise dal vicolo del Ferro, poi chiuso, che zigazagando portava poi in via dei Cappellai, nella piazzetta di San Cristoforo e in via della Macciana. Assieme alle case che vi si addossavano, queste torri formavano un complesso fortificato noto come "palagio degli Adimari". Quando la famiglia si divise in più rami questa, con il contiguo edificio, toccò ad Alamanno di Boccaccio, che mutò il nome in Alamanneschi. Nel Cinquecento la famiglia (che ancora aveva qui le proprie case) riprese l'antico nome. 
La torre, che segna la cantonata, fu risparmiata dai lavori di allargamento di via dei Calzaiuoli perché arretrata rispetto al vecchio filo stradale. L'edificio, di fondazione duecentesca, si presenta verso via de' Tosinghi con un fronte compatto, privo di bucature, mentre il fronte che guarda a via dei Calzaiuoli presenta un portale centinato sopra il quale si allineano cinque finestre in asse, da considerare frutto di una sistemazione ottocentesca. Lungo via dei Tosinghi venne creato un corpo di raccordo al filo stradale, composto da fondi per esercizi commerciali aperti con grandi portali ad arco e sormontati al primo piano da una lunga e ampia terrazza. 
La seconda all'angolo col vicolo, ha caratteristiche simili ma è più bassa.

## Bibliografia

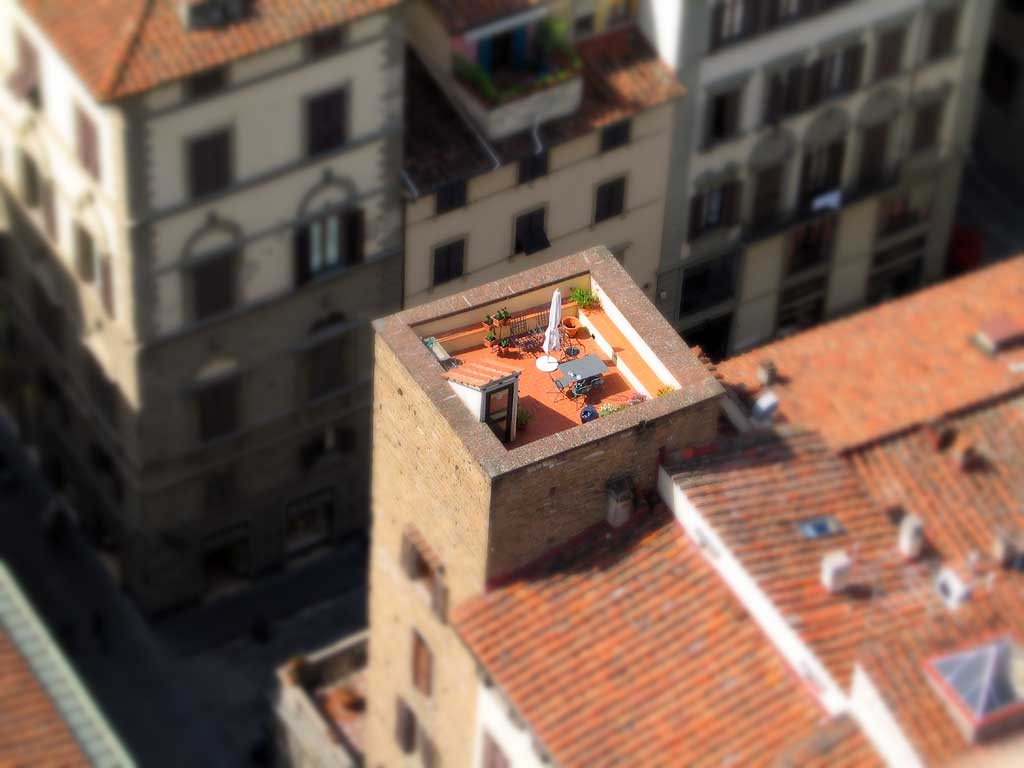
Il terrazzo sulla sommità della prima torre degli Adimari